# Robert Samulski
Robert Samulski (* 6. März 1908 in Gründorf in 
der Provinz Posen; † 22. September 1990 in Münster) war ein deutscher Bibliothekar und Kirchenhistoriker. Er war Direktor der Universitätsbibliothek in Münster.

## Leben und Wirken
Robert Samulski, Sohn von Margarete Samulski, geborene Kramarz, und des Kaufmanns Robert Samulski, studierte katholische Theologie, Geschichte, Kunstgeschichte und Philosophie. Seine dritte theologische Prüfung legte er 1931 ab; seine Promotion zum Dr. phil. in Breslau erfolgte 1933. Seit 1931 war er Oberbibliotheksrat an der Staats- und Universitätsbibliothek Breslau. Im Jahre 1936 legte er die Fachprüfung für den höheren Bibliotheksdienst an der Preußischen Staatsbibliothek ab. Es folgten ab demselben Jahr kürzere Dienstzeiten an der Preußischen Staatsbibliothek in Berlin, der Staats- und Universitätsbibliothek Königsberg (1937) und der Bibliothek der Staatlichen Akademie Braunsberg (1938). Ab 1939 war er wieder an der Preußischen Staatsbibliothek tätig.
Nach dem Zweiten Weltkrieg arbeitete Samulski von 1946 bis 1972 an der Universitätsbibliothek Münster, ab 1952 als Erster Bibliothekar und ab 1959 als Oberbibliotheksrat. 1969 wurde er dort Bibliotheksdirektor und Stellvertreter des Leitenden Direktors. Er setzte sich unter anderem dafür ein, dass an der Universitätsbibliothek Münster wissenschaftliche Literatur aus und über Ostdeutschland gesammelt wurde, als teilweiser Ersatz für die Bestände der im Zweiten Weltkrieg vernichteten oder nach 1945 nicht mehr zugänglichen Bibliotheken jenseits der Oder-Neiße-Grenze. 1977 wurde ihm der Band 35 im Archiv für schlesische Kirchengeschichte gewidmet.
Robert Samulski war katholisch, ab 1933 verheiratet mit Margarete Samulski, geborene Heilmann, und hatte zwei Kinder (Peter, geboren 1938, und Christine, verheiratete Belzer, geboren 1944). Er wurde am 27. September 1990 in Münster begraben.

## Familie
Robert Samulski war der Vater des Langstreckenläufers und Bibliothekars Peter Samulski.

## Schriften (Auswahl)
- Untersuchungen über die persönliche Zusammensetzung des Breslauer Domkapitels im Mittelalter bis zum Tode des Bischofs Nanker (1341). Weimar 1940 (Dissertation, Universität Breslau 1933).
- Liturgische Bibliographie. Neuerscheinungen. Münster 1951.
- Das kulturelle Antlitz Schlesiens in der europäischen Mitte. Brentanoverlag, Stuttgart 1961.
- Die ostdeutschen Bestände in der Universitätsbibliothek zu Münster. Wegweiser-Verlag, Troisdorf 1964.